# Henk van Randwijk

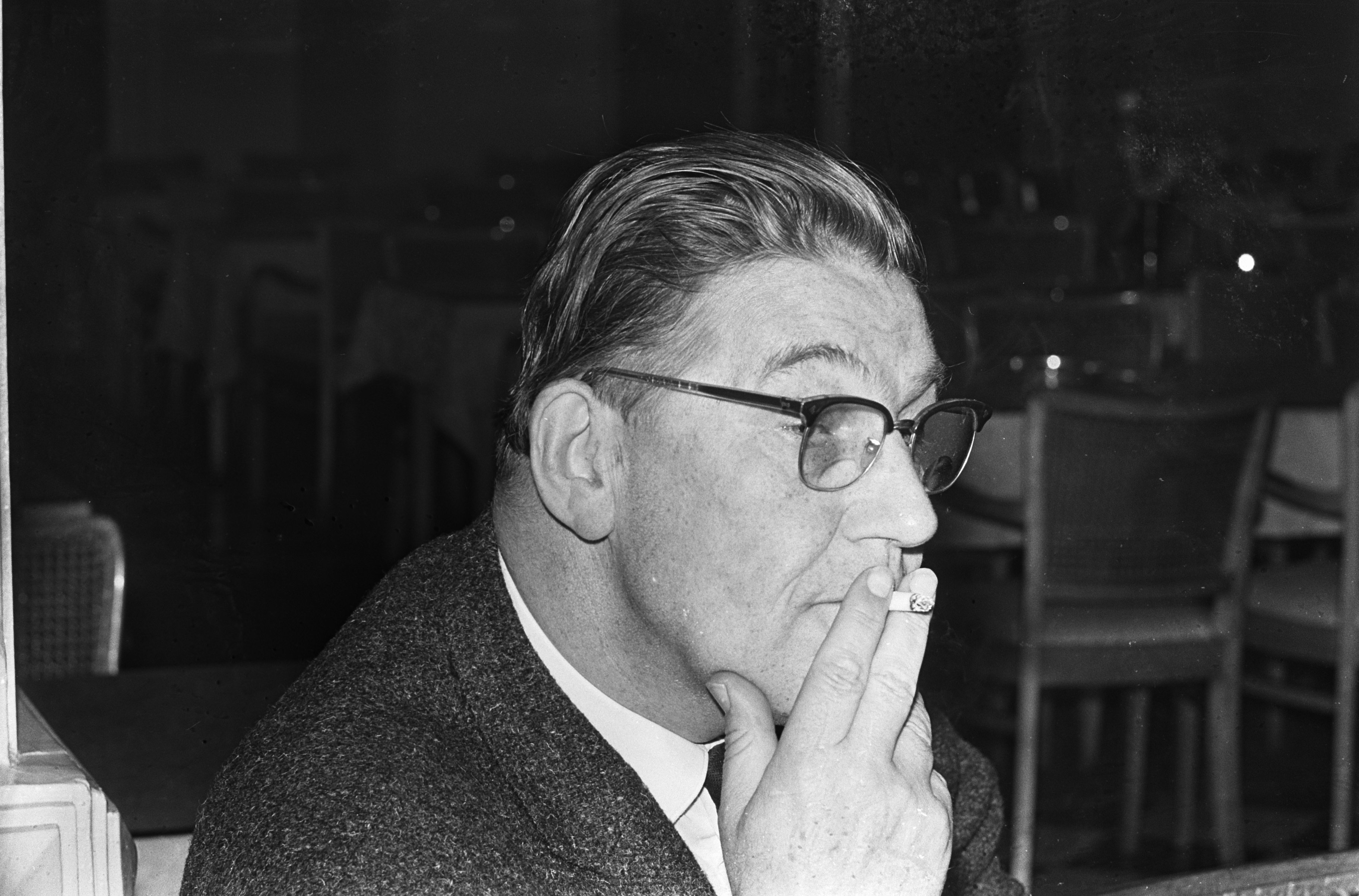
H. M. van Randwijk, 4. März 1965

Hendrik „Henk“ Mattheus van Randwijk (* 9. November 1909 in Gorinchem; † 13. Mai 1966 in Purmerend) war ein niederländischer Journalist und Autor. Er war von 1945 bis 1950 der erste Chefredakteur von Vrij Nederland nach der vorangegangenen Zeit im Untergrund.

## Leben

### Als Schulleiter und Journalist in Untergrund während der deutschen Besatzung im Zweiten Weltkrieg
Van Randwijk wurde als viertes von sechs Kindern eines Gärtnerehepaares geboren, das auch ein kleines Geschäft betrieb. Er wurde zunächst Lehrer an einer kirchlichen Schule in Werkensdam. 1935 heiratete er Ada Henstra. Neben seiner Tätigkeit als Lehrer begann sich van Randwijk auch aus Dichter und Romanautor zu profilieren, sein zweites Werk „Burgers in nood“, ein gegen das Kabinett Colijn gerichteter sozialkritischer Roman, fand einigen Anklang, diesen Erfolg konnte er mit dem Nachfolger „Een zoon begraaft zijn vader“ nicht wiederholen.
Von seiner reformierten Herkunft geprägt und der kleinen links-fortschrittlichen Partei „Christlijk-Democatische Unie“ angehörend, war van Randwijk in seinem Beruf sehr engagiert. Nach seinem 1937 erfolgten Umzug nach Amsterdam wurde er an seiner neuen Wirkungsstätte bald zum Schuldirektor ernannt.
Nach dem Beginn der deutschen Besatzung im Zweiten Weltkrieg begann van Randwijk im Oktober 1940 mit illegalen Aktivitäten. Er verteilte eine Broschüre einer kirchlichen Gruppe und nahm mit seiner Frau einen untergetauchten Juden auf. Anfang 1941 war seine Schule ein Zentrum des Widerstands geworden. Ein Lehrer seiner Schule, Anne Henk Kooistra, wollte nach zahlreichen Verhaftungen das Untergrundblatt Vrij Nederland weiterführen und holte van Randwijk als neuen Chefredakteur hinzu, der im August 1941 seine Arbeit aufnahm.
In seinen Artikeln, in denen er die totalitäre Besatzung als gottlos verwarf, machte er sich auch Gedanken über die nach der Befreiung kommende neue Gesellschaft. Diese sollte nach seiner Vorstellung sowohl antiliberal als auch antikapitalistisch sein, Vrij Nederland sah er als Zentrum einer geistigen Erneuerung der Niederlande. Trotz der gemeinsamen christlichen Beweggründe sahen einige Mitarbeiter van Randwijks Position dem Kommunismus gegenüber als zu positiv an, dem er trotz des totalitären Charakters nicht die Ideale einer sozialen Gerechtigkeit absprechen wollte. Diese Mitarbeiter verließen daraufhin Vrij Nederland und wurden Mitbegründer der Zeitung Trouw.
Im März 1942 kam es zur ersten von zwei kurzzeitigen Verhaftungen van Randwijks, worauf er und seine Frau (die ebenfalls einmal verhaftet wurde) endgültig untertauchten. Zunächst ohne festen Wohnsitz, besaßen sie seit 1943 eine feste Adresse und zusätzlich gefälschte Ausweise. Angesichts der stetig zunehmenden Bedrohung verschärfte van Randwijk die Regelungen und wurde als zunehmend autoritär empfunden, was sich auch nach dem Krieg fortsetzte.

### Als Chefredakteur vonVrij Nederlandund Freier Journalist nach dem Zweiten Weltkrieg
Am 9. Mai 1945 sprach er beim Befreiungsfest in Amsterdam im Namen des Widerstands zu dem versammelten Publikum. Van Randwijk war ein Volksheld geworden, den man in der ersten Kabinettsbildung seit dem Zweiten Weltkrieg eine beratende Funktion einräumte. In jenem Jahr hatte Vrij Nederland zunächst eine hohe Startauflage von 109.000 Exemplaren, diese brach allerdings im Anschluss daran völlig ein und betrug im August 1948 nur noch 18.000. Vrij Nederland wurde inhaltlich als ziemlich dröge empfunden, zudem gab es mit der wiederbelebten De Groene Amsterdammer und der neuen Elsevier schnell neue Konkurrenz. Die Gegnerschaft zum Krieg in Niederländisch-Indien wurde nicht von allen Lesern gut aufgenommen, der von van Randwijk gewünschte dritte Weg zwischen Kapitalismus und Kommunismus von einigen Redakteuren nicht geteilt. Eine Fusion mit der an für sich gleichgesinnten De Groene Amsterdammer scheiterte 1949 unter anderem daran, dass die Redaktion des Magazins sich weigerte van Randwijk als Chefredakteur zu akzeptieren.
1948 bekam Vrij Nederland mit dem von Het Parool kommenden Johan Winkler einen zweiten Chefredakteur hinzu, der sich fortan um das redaktionelle Tagesgeschäft kümmerte. Het Parool hatte zuvor begonnen Vrij Nederland zu unterstützen, schließlich wurde Vrij Nederland von „Arbeiderspers“ übernommen. 1950 trat van Randwijk als Chefredakteur ab, blieb jedoch noch vorerst Mitarbeiter. Im September 1952 beendete er allerdings gänzlich die Zusammenarbeit, als einer seiner Dritter-Weg-Artikel nicht abgedruckt wurde. Anschließend schrieb er für De Groene Amsterdammer und Maatstaf. Von 1959 an war van Randswijk auf Initiative seines Widerstandskameraden Jaap Camer erneut für seine alte Zeitung tätig, die unter dem neuen Chefredakteur Mathieu Smedts wieder an Bedeutung gewonnen hatte. Camer bewog van Randswijk auch noch dazu schließlich der PvdA beizutreten. Seit Ende der 50er Jahre war er auch vermehrt im Fernsehen zu sehen, darunter in der Diskussionssendung „Welbeschouwd“. Die im Algemeen Handelsblad erschienenen Rückblicke von van Randwijk auf die Widerstandszeit wurden nach seinem Tod in dem Buch „In de schaduw van gisteren“ zusammengefasst und mit einem Vorwort von Jan Bruins Slot versehen, dem langjährigen Chefredakteur von Trouw, der sich bereits mit van Randwijk auf eine Mitarbeit geeinigt hatte, als dessen Tod dazwischen kam. Das Buch wurde ein großer Erfolg und erlebte zehn Auflagen.
Henk van Randwijk starb im Alter von 56 Jahren an den Folgen einer Gallenblasenoperation. Nach seinem Tod wurden in eine Gedenkmauer in Amsterdam seine Worte
Een volk dat voor tirannen zwicht
zal meer dan lijf en goed verliezen
dan dooft het licht.
Ein Volk, das sich Tyrannen unterwirft
wird mehr als sein Leib und Gut verlieren
dann erlischt das Licht.
eingemeißelt.

## Werke
- Op verbeurd gebied, Uitgeverij Holland, Amsterdam 1934
- Burgers in nood, Callenbach, Nijkerk 1936
- Een zoon begraaft zijn vader, Callenbach, Nijkerk 1938
- Celdroom, (Gedicht) 1943
- In de schaduw van gisteren (postum), Bert Bakker / Het Parool / Vrij Nederland, Amsterdam 1967